# أوامر السوق
أوامر السوق هو تعبير طلبات (Orders) يدل على مجموعة الأوامر التي ستدخلها إلى حسابك في برنامج تجارتك مع شركة الوساط. يمكنك من خلال أوامر السوق أن تختار. إما أن تدخل السوق في السعر المرئي أمامك من خلال أمر «الماركت أوردر الفوري» سواء بالشراء أو بالبيع. وإما أن تدخل أمر الدخول الآلي المستقبلي إذا وصل السعر لسعر المتوقع من خلال «الانتراي اوردر.» ويمكنك أن تفتح صفتين متضادين لنفس الزوج شراء وبيع في وقت واحد للموازنة في السوق من خلال «الهيدج». بالإضافة لإمكانية إدخال أمر حد أخذ الأرباح عند سعر متوقع الوصول إليه بأمر «الليميت أوردر» وسنفذ بطريقة آلية. وأيضا لإدارة المخاطر يمكنك إدخال أمر «الستوب لوز» لوضع حد الخسائر إذا اتجه السوق ضد صفقتك فلن تخسر أكثر مما حددته من الخسائر

## كيف استخدم اوامر السوق

### أمر الدخول الحالي ويعرف بال Market Order
هذا الأمر يفتح الصفقة في الوقت الفوري أثناء المتاجرة. السعر أمامي الآن في زوج اليورو ضد دولار هو 1.4420 وأنا أريد أن أشتري !!حسنا.. أبسط طريقة لفتح صفقة فورية هي النقر على شراء على سعر الصرف بشمال الماوس لزوج العملة من شاشة أسعار التداول.. نعم هكذا أدخلت أمر الماركت أوردر.. صفقتي مفتوحة الآن لليورو دولار عند سعر 1.4420

### وضع أمر وقف الخسائرStop-loss order
هذا الأمر لإدخال السعر المتوقع في حالة إذا اتجه السوق ضد الصفقة وفيه سيكون هو حد الخسائر وسينفذ الأمر آليا نعم يجب على الآن أن أدخل أمر «الستوب لوز» عند سعر 1.4400 ... نعم هذه 20 نقطة حد خسائري لن تزيد، هكذا كانت إدارتي للمخاطر الأمر سيظل ساري المفعول إما أن ينفذ بطريقة آلية عند سعر 1.4400 ويغلق صفقتي بخسارة 20 نقطة وإما يلغى الطلب إذا نجحت صفقتي وربحت.
أمر توقف الخسائر مفيد جداً إذا كنت لا تريد الجلوس أمام الشاشة لتراقب السعر، مثلا قلقت طوال النهار وبدأت تعتقد أنك ستفقد كل أموالك، يمكنك ببساطة وضع طلب وقف الخسارة على أي صفقة مفتوحة لإدارة المخاطر.

### وضع أمر حد الربح Limit order
هذا الأمر لإدخال السعر المتوقع أن يصل إليه السوق وفيه سنأخذ أرباحنا وسينفذ الأمر آليا.
ممتاز السعر يتحرك لصالحي الآن هدفي الربحي هو 1.4460 سأدخل الأمر الآن إلى برنامج التداول.
سينفذ أمري تلقائيا بأخذ الربح عند السعر المتوقع أن يصل السوق إليه... سأذهب أصنع لنفسي كوبا من القهوة.
سأعود سريعا..
ياه.. ربحت 40 نقطة.. لقد وصل السوق لسعر حد الربح وأغلق البرنامج صفقتي بربح بطريقة آلية.

### الهيدج Hedging
وهذا الأمر معروف بالتسييج أو الدخول المتضاد للصفقة السابقة لنفس زوج العملة سواء كان شراء أو بيع. ويسموه التجار أمر «الموازنة» لأنه يجعلك في الاتجاه المعاكس للصفقة السابقة فيصبح لديك صفقتين في برنامج التجارة صفقة شراء وصفقة بيع في نفس الوقت لنفس زوج العملة. تعال وشاهد ماذا حدث لتاجر الهيدج الساعة 1 ظهرا...أدخل أمر شراء لليورو ضد دولار عند سعر 1.4430 وكذلك أمر بيع لنفس الزوج عند سعر 1.4430الساعة 2 ظهراأغلق أمر الشراء لليورو ضد دولار بربح 20 نقطة عند سعر 1.4453مازلت صفقة البيع بخسارة -20 نقطة لكنه لم يغلقها. الساعة 3 عصرا..أغلق أمر البيع بربح 10 نقاط عند سعر 1.4417هكذا نجح هذا التاجر في الموازنة في السوق واختار نقطة ممتازة ليمتلك بها زمام السوق صعودا وهبوطا.

### إدخال أمر فتح الصفقة مستقبلا Entry Orders
هناك مجموعة من الأوامر المدخلة إلى رصيف التداول «وهذه الأوامر يتم إدخالها ثم تنفذ آليا في المستقبل».
أولها: الدخول المستقبلي«الانتراي أورد».
ثانيا: وضع أمر أخذ الربح المستقبلي
ثالثها: وضع أمر وقف الخسائر المستقبلي.
السعر الآن 1.4490 هذا التاجر وصل إلى نهاية اليوم ويتوقع أن اليورو ضد الدولار ربما يرتفع مع أخبار الغد ربما عند سعر 1.4500 ... ولكن للأسف فإنه مضطر للسفر في اليوم التالي ولا يريد أن يضيع هذه الفرصة الربحية.
نعم الحل موجود..
سيدخل أمر الدخول المستقبلي بشراء اليورو دولار عند سعر 1.4500 متوقعا أن يذهب السوق إلى 1.4500
مع إدخال أوامر حد الربح وحد الخسائر وبرنامج تجارته سنفذ الصفقة آليا.
نعم الآن سيذهب لسفره دون أن تفوت عليه فرصة الربح هذه...

### أنواع طلبات السوق
ماركت أورد، والليمت أوردر، والستوب لوس أودر" والانتراي أوردر المستقبلي.